# Cryptanura maculicollis
Cryptanura maculicollis là một loài tò vò trong họ Ichneumonidae.